# Porphyronota congoensis
Porphyronota congoensis är en skalbaggsart som beskrevs av Allard 1992. Porphyronota congoensis ingår i släktet Porphyronota och familjen Cetoniidae. Inga underarter finns listade i Catalogue of Life.